# EToro
|  | Aquest article tracta sobre l'empresa israeliana. Si cerqueu la tribu i el grup ètnic de Papua Nova Guinea, vegeu «Etoro». |

eToro és una plataforma d'inversió d'origen israelià fundada el 2007, que gestiona la compravenda d'actius financers. Va ser la idea de dos germans (Yoni i Ronen Assia) i el directiu David Ring. L'aplicació permet negociar a la borsa des del telèfon mòbil i també ha introduït la cotització de criptomonedes. El 2021 estaba valorada en més de 10.400 milions de dòlars i és patrocinadora de diversos equips de futbol.
eToro s'autodenomina "xarxa social d'inversors", serveix tant per comprar accions en renda variable o criptoactius com per comunicar-se amb altres inversors. El 2020, durant la pandèmia, quan el bitcoin es va revaloritzar un 300%, va ingressar 605 milions de dòlars, un 147% superior al 2019; i el seu nombre d'usuaris va augmentar en cinc milions, fins a superar els 20 milions en un centenar de països. El gener de 2021, inversors minoristes van inundar el mercat atrets per la febre del bitcoin i la revaloració de Gamestop. Va anunciar la seva sortida a borsa prevista per al tercer trimestre, cotitzant en l'índex tecnològic Nasdaq; i va registrar 75 milions d'operacions, davant els 27 milions que va recollir de mitjana cada mes de 2020.